# Pomoriany
Pomoriany (ukrainien : Поморяни) est une commune urbaine dans le raïon de Zolotchiv de l'oblast de Lviv, en Ukraine. Elle compte 1 297 habitants en 2021.